# Karl Noonan
Karl Noonan é um ex-jogador profissional de futebol americano estadunidense.

## Carreira
Karl Noonan foi campeão da temporada de 1972 da National Football League jogando pelo Miami Dolphins.